# Stazione di Lucrino
La stazione di Lucrino è una stazione ferroviaria posta lungo la ferrovia Cumana, nella frazione di Lucrino a Pozzuoli.

## Storia
La stazione venne inaugurata il 16 febbraio 1890, come parte della tratta Pozzuoli-Cuma Fusaro.

## Movimento
La stazione è frequentata d'estate, a causa della vicinanza con i lidi balneari, e in primavera quando è possibile visitare i siti archeologici.

## Servizi
La stazione dispone di:
- Biglietteria
- Bar
- Fermata autobus di passaggio
- Sottopassaggio
- Sala d'attesa
- Parcheggio di scambio